# Достовалов, Семён Васильевич
Семён Васильевич Достовалов (24 августа 1919, Нерчинский уезд, Забайкальская область — 24 сентября 1944, Габура, Прешовский край) — красноармеец Рабоче-крестьянской Красной армии, участник Великой Отечественной войны, Герой Советского Союза (1945).

## Биография
Семён Достовалов родился в 24 августа 1919 года в деревне Бянкино Нерчинского уезда Забайкальской области (ныне — Нерчинский район Забайкальского края) в крестьянской семье. Получил начальное образование — 4 класса. Вступил в ВЛКСМ. В восемнадцатилетнем возрасте отправился на заработки на золотые прииски в Тимптонский район Алданского округа Якутской АССР. Устроился в Нагорнинское золотоприисковое управление треста «Якутзолото», работал старателем, а затем бригадиром на участках Кабактан и Нагорный. Числился в передовиках производства, являлся членом Алданского окружного комитета ВЛКСМ. Был членом Осоавиахима, награждался нагрудными значками этой организации: «ПВХО 1 ступени», «Ворошиловский стрелок 1 ступени», «Готов к труду и обороне», «Снайпер», «Крепи оборону СССР».
С началом войны подавал заявления в Алданский военкомат, в апреле 1942 года был призван на службу в Рабоче-крестьянскую Красную армию. Военную подготовку проходил в одном из запасных полков Уральского военного округа. Учился на пулемётчика.
С января 1944 года — на фронтах Великой Отечественной войны. Поступил в состав 900-го горнострелкового полка 242-й горнострелковой дивизии в качестве подносчика патронов пулемётной роты. Дивизия в тот момент находилась на Таманском полуострове, занималась охраной побережья и боевой подготовкой личного состава.
16 января 1944 года полк был переброшен на Керченский полуостров и сосредоточился в районе Широкой Балки. С февраля полк, в котором служил Достовалов вёл позиционное противостояние с противником в районе города Керчь, металлургического завода имени Войкова и Аджимушкайских каменоломен. С началом Крымской наступательной операции стремительно продвигался вглубь Крымского полуострова, следуя во втором эшелоне наступающих войск, практически не имея огневых контактов с врагом и занимаясь разминированием дорог, сбором трофеев и пленных. Таким образом, к концу апреля 1944 года подразделение Достовалова сконцентрировалось в районе Балаклавы. 7 мая, выполняя боевой приказ, полк перешёл в атаку и, преодолевая сильное сопротивление противника, овладел тремя линиями траншей и вышел к восточным окраинам села Карань. Подносчик патронов Достовалов в этом бою заменил раненого наводчика расчёта и подавил огонь вражеского ручного пулемёта, тем самым дав возможность пехотинцам продолжить наступление. За свои действия в этом бою красноармеец был награждён медалью «За отвагу».
Завершив к 12 мая 1944 года разгром крымской группировки немецко-румынских войск, три следующих месяца полк провёл в работах по расчистке вверенных территорий от последствий боевых действий, восстановлению народного хозяйства, сельскохозяйственных работах и сбору урожая, базируясь в лесу у села Чоргунь. Также проводились занятия по боевой подготовке в условиях горно-лесистой местности.
9 августа 1944 года полк со станции Сюрень отбыл к месту новой дислокации на Западную Украину. Выгрузившись 14 августа 1944 года на станции Копычинцы, Тарнопольской области, полк осуществил семидневный 192-километровый пеший марш по маршруту Копычинцы—Белобожница—Чертков—Монастыриска—Горожанка—Галич—Стрый—Уличное. После чего, 2 сентября, перебазировался в Болехов. Оттуда Достовалов со своим соединением совершил ещё более длительный 250-километровый переход в район польского города Санок.
К сентябрю 1944 года Семён Достовалов был пулемётчиком 900-го горнострелкового полка 242-й горнострелковой дивизии 1-й гвардейской армии 4-го Украинского фронта. Особо отличился во время штурма Дуклинского перевала. В рамках этой кампании войскам 1-й гвардейской армии ставилась задача преодолеть хребет Восточные Бескиды, прорвать оборону противника в районе Яслиська — Гуменне и выйти к рубежам Буковица — Ясель — Габура.
22 сентября 1944 года в ходе боёв в районе польского населённого пункта Ясель, расположенного на словацко-польской границе, расчёт станкового пулемёта «Максим», в который входили сержант Михаил Сиякаев и рядовые Семён Достовалов и Николай Андрющенко, зашёл во фланг обороны противника и уничтожил пулемётным огнём до 20 солдат и офицеров, чем облегчил захват упомянутого села. На следующий день наступление продолжилось и дивизии удалось выбить немецкие части с высоты 612,0. Они начали отход к лощине. Оценив обстановку, расчёт занял выгодную позицию на высоте в тылу отходящих войск, откуда хорошо простреливалась вся лощина, и открыл огонь, в результате чего противник потерял 40 человек убитыми.
В те же дни 900-й горнострелковый полк, под руководством подполковника А. И. Дёмина, освободил близлежащую словацкую деревню Габура и, развивая успех, закрепился на горе Кичера, расположенной к северо-западу от Габуры, перерезав тем самым шоссе Чертыжне — Боров. Пулемётный расчёт Сиякаева, Достовалова и Андрющенко влился в состав этого гарнизона. Чтобы освободить важную коммуникационную линию, в течение 22—24 сентября, вермахт предпринял против советских войск шесть контратак в составе усиленного пехотного батальона и нескольких групп танков (5-8 и 18) «Тигр» при поддержке шестиствольных миномётов и других видов артиллерии. Советский гарнизон, оборонявший Кичеру, понёс большие потери, но Достовалов с расчётом продолжал удерживать стратегическую высоту вплоть до подхода подкреплений. Отбивая немецкие контратаки, пулемётный расчёт уничтожил около 60 вражеских солдат и офицеров, а также защитил три советских противотанковых орудия, которые пытался захватить противник. В том бою Семён Достовалов погиб. Участок боёв несколько раз переходил из рук в руки, и когда он окончательно остался за советскими войсками, тело героя обнаружить и идентифицировать не удалось.
По результатам указанных боёв командир 900-го горнострелкового полка, полковник Григорий Семёнович Батеха, 30 сентября 1944 года представил Достовалова, а затем, 15 октября 1944 года, и всех трёх членов пулемётного расчёта одновременно к званию Герой Советского Союза. Дивизионное и корпусное руководство поддержало эту инициативу. Однако на уровне армии решение было пересмотрено, и оставшиеся в живых Сиякаев и Андрющенко 3 ноября 1944 года были удостоены орденов Красного Знамени. Относительно погибшего Достовалова, командир 3-го горнострелкового корпуса (в состав которого входила 242-я горнострелковая дивизия на тот момент) А. Я. Веденин изменил решение по второму представлению 28 октября 1944 года, снизив уровень награды до ордена Отечественной войны I степени. Первое представление было успешно согласовано на всех инстанциях, и указом Президиума Верховного Совета СССР от 24 марта 1945 года за «образцовое выполнение заданий командования и проявленные мужество и героизм в боях с немецкими захватчиками» красноармеец Семён Достовалов посмертно был удостоен высокого звания Героя Советского Союза.

## Память
В честь Достовалова названы улица и школа в Нерчинске, там же ему установлен памятник. Также в честь героя названа одна из улиц города Алдана.
В феврале 2020 года, в рамках проекта «100 именных алмазов к 100-летию государственности Якутии», крупному алмазу, добытому из кимберлитовой трубки «Юбилейная», было присвоено имя Семёна Васильевича Достовалова. Вес алмаза составил 55,26 карата.

## Награды
- Герой Советского Союза (24.03.1945[12]).
- Орден Ленина (24.03.1945[12]).
- Орден Отечественной войны I степени (28.10.1944[9]).
- Медаль «За отвагу» (29.05.1944[4]).

## Комментарии
1. ↑  Высота — 562 метра, 49°20′41″ с. ш. 21°51′32″ в. д.HGЯO.